# Abborrtjärnen (Viksjö socken, Ångermanland, 697135-157867)
Abborrtjärnen är en sjö i Härnösands kommun i Ångermanland och ingår i Indalsälvens huvudavrinningsområde.